# ريازة
ريازة (بالفارسية: روستای ریزه) هي مستوطنة تقع في قسم فاروج الريفي في إيران. يقدر عدد سكانها بـ 203 نسمة بحسب إحصاء 2016.